# Pałacyk Ostaszewskich w Krakowie
Pałacyk Ostaszewskich – zabytkowy pałac z 1895 r. w stylu francuskiego modernizmu, według projektu Józefa Pokutyńskiego, zlokalizowany przy ulicy marszałka Józefa Piłsudskiego 24 w Krakowie.

## Historia
Pałacyk został wzniesiony w 1895 według projektu Józefa Pokutyńskiego. Inwestorem budowy był Adam Ostaszewski, naukowiec i wynalazca. Po 1935 pałacyk był własnością wdowy po nim oraz syna Wojciecha Ostaszewskiego, znanego oryginała i jednego z bohaterów książki  „Błękitna krew” Magdaleny Samozwaniec. Odzyskany po 1990 przez rodzinę i sprzedany. Obecnie mieści on czterogwiazdkowy Hotel "Ostoya Palace" oraz restaurację–pub "Kuranty".
21 sierpnia 1984 budynek został wpisany do rejestru zabytków.

## Architektura
Pałacyk reprezentuje styl francuskiego modernizmu. Wzniesiony został na nieregularnym rzucie. Ma dwie kondygnacje. Posiada dwie elewacje frontowe, połączone są półkoliście wygiętym narożnikiem. Elewacja od strony ulicy Piłsudskiego ma cztery osie, natomiast elewacja od strony ulicy Retoryka sześć osi. Parter budynku znajduje się na wysokim cokole. Ozdobiony jest pasem neorustyki, a zwieńczony zamkniętym profilowanym gzymsem kordonowym. Portal, znajdujący się w pierwszej osi parteru elewacji od strony ulicy Piłsudskiego, zwieńczony jest półkoliście, ozdobiony sfazowaną opaską i ujęty w boniowane pilastry. Wewnątrz znajduje się dwuskrzydłowa brama z motywem profilowanych płycin w nadświetlu. Okna parteru mają prostokątne obramienia z kluczami. Partia piętrowa podzielona jest wertykalnie za pomocą pilastrów w porządku jońskim. Narożnik piętra podkreślony jest balkonem z balustradą tralkową i parą półkolumn jońskich, wspartym na kamiennych konsolach. Okna piętra ozdobione są profilowanymi obramieniami uszatymi, kluczami i stylizowanych tryglifami, a zwieńczone półkolistymi frontonami. Budynek zwieńczony jest belkowaniem z gzymsem ozdobionym motywem kostek i attyką balustradową, złożoną z tralek rozdzielonych na osiach marmurowymi słupkami.
We wnętrzach zachowały się bogate polichromie plafonów.